# Caxambu (tambor)
Caxambu ou bendenguê é o tambor cerimonial maior ou principal utilizado na manifestação cultural afro-brasileira denominada jongo (à qual, inclusive, empresta o nome em algumas regiões) e no bailado moçambique.

## História
No final dos anos 1940, no interior do Espírito Santo, era um instrumento feito com uma tora de madeira tosca e oca, com couro esticado de animais em ambos os lados. Duas pessoas se sentavam nele, de costas uma para a outra, e cantavam desafios entre si. Diziam que as pessoas não conseguiam se levantar durante horas, por algum efeito místico misterioso.

## Etimologia
Seu nome talvez seja uma transliteração de "tchinguvo" (ka-tchinguvo), grande tambor tradicional incumbido da transmissão de mensagens a longa distância utilizado pelos povos quimbundos da República de Angola. 